# Адырхаевы
Адырха́евы (осет. Адырхатæ) — осетинская (иронская) фамилия.

## Происхождение фамилии
Осетинская фамилия Адырхаевых своим родовым гнездом считает горное село Верхний Унал. Основатель рода происходил из клана Сидамонта, согласно генеалогическому дереву он жил во второй половине XVII века. Представители фамилии пользовались большим уважением как в родном и соседних селениях, так и в Алагирском обществе в целом.
В XIX веке по указанию российской администрации начался процесс переселения осетинских горцев на равнинные земли. В результате Адырхаевы с их родственниками Дзерановыми заняли селения Ардон и Эльхотово.

## Генеалогия
Ос-Багатар II → Сидамон → Цасмак → Чертко → Адырхо

### Арвадалта
Родственными фамилиями (осет. æрвадæлтæ) Адырхаевых являются — Гергиевы (Джерджиевы), Дзерановы, Катаевы, Худаловы.

### Генетическая генеалогия
7489 (YSEQ) — Adyrkhaev — G2a1a1a (DYS505=9 predicted Z6638+)

## Известные представители
- Агубечир Хатахцкоевич Адырхаев — доктор медицинских наук, профессор, заслуженный деятель науки СОАССР, ректор СОГМИ (1979-1989).
- Николай Борисович Адырхаев — советский дипломат и переводчик в посольстве СССР в Японии.
- Руслан Вадимович Адырхаев (1974) — глава Администрации местного самоуправления Моздокского района Северной Осетии.
- Светлана Дзантемировна Адырхаева (1938–2023) — знаменитая прима-балерина, народная артистка СССР.
- Сослан Георгиевич Адырхаев — доктор педагогических наук, доцент, заслуженный тренер Украины.